# Висока могила
Вижте пояснителната страница за други значения на Висока могила.
Висока могила е село в Западна България. То се намира в община Бобошево, област Кюстендил.

## География
Отстои на 83 км южно от столицата София, на 20 км югозападно от бившия му административен (околийски) център – гр. Дупница и само на 7 км североизточно от сегашния общински център – гр. Бобошево. Селото е разположено в близост до автомагистрала „Струма“ – на по-малко от 2 км западно по права линя. Землището на Висока могила граничи със селата Каменик (на север), Блажиево (на североизток), Усойка (на изток), Сопово (на юг), Циклово (на запад) и с гр. Бобошево (на югозапад).
Село Висока могила принадлежи на историко-географската област Горно поле. То е разположено сред югоизточен склон на Поглед планина (южния дял Конявска планина) на 638 м н. вис. Релефът в селското землище е почти изцяло полупланински. Селото е обградено от всички страни с хълмове, покрити с разнообразна растителност – от тревни и храстовидни до дървесни видове (дъб, цер, ясен, бор и др.). Селището е бедно от страна на водни ресурси.
Местният климат и почви са благоприятни за отглеждането на овощни култури и лозя, каквито в миналото били добре развити.

## Демография
Висока могила не прави изключение от общата демографска картина за района, която чертае обезлюдяване на селата. Населението на селото към 2013 наброява около 40 жители.
Численост и дял на етническите групи според преброяването на населението през 2011 г.:
|                     | Численост | Дял (в %) |
| Общо                | 44        | 100,00    |
| Българи             | 44        | 100,00    |
| Турци               | 0         | 0,00      |
| Цигани              | 0         | 0,00      |
| Други               | 0         | 0,00      |
| Не се самоопределят | 0         | 0,00      |
| Неотговорили        | 0         | 0,00      |

## История
Макар сегашното село да не е от старите селища в областта, наличието на археологически паметници в землището му свидетелстват, че в близост е съществувал поселищен живот от старо време. В местността „Боро“, на около 3 км северозападно от селото, са разкрити останки от антично селище и некропол. На това място по време на оран са намирани основи, градени от ломени камъни и хоросан, строителна керамика, късове от долиуми и други съдове. Оттук произхожда монетно съкровище от колониални монети от II – III в. В близост се намира некрополът, в който погребенията са извършвани чрез трупополагане, а инвентарът им се състои от гривни, монети, домашни съдове и др. В близкото минало площта на селището и некропола е била засаждана с тютюн, което е една от причините днес на повърхността да се срещат само тук-там културни останки.
Вероятно това селище е било разположено в близост до път (един от пътищата, свързвали Сердика с Беломорието). Към същото предположение навежда и намиращата се недалеч крепост, известна на високомогилци като „Самуилова крепост“ (Самуилова скала), а на хората от съседното село Каменик като „Градището“. Тя е разположена върху естествено защитено възвишение, намиращо се на около 2,5 км северозападно от Висока могила, на самата „муша“ (граница) между землищата на Каменик и В. Могила. Може би крепостта е била свързана с античното селище, което обстоятелство е в синхрон с организацията на селищната мрежа от тази епоха. Самото ѝ име – „Самуилова“ говори, че тя е просъществувала и през Средновековието. Навярно тя е принадлежала към фортификационната система от поречието на р. Струма и притоците ѝ, част от която се е простирала в съседната историческа област Разметаница. Последната е свързвана от редица местни легенди с династията на Комитопулите – цар Самуил, Арон, братоубийствената битка и т. нат. (виж с. Голем Върбовник, с. Шатрово, с. Коркина, с. Голема Фуча). За сега няма сведения, които със сигурност да определят историческото място на укреплението. Обектът не е проучван от археолози, за разлика от периодичните иманярски набези, довели до унищожаване на ценни следи от миналото му. Днес на терена зает от крепостта (около 10 дка) се среща изобилие от фрагментирана строителна и битова керамика. Изследването на тази старина би могло да даде важни сведения за историята не само за района на село Висока могила, но и за цялата покрайнина (Разметаница и Долно поле).
Според местни предания днешното село Висока могила води началото си от „смутните кърджалийски времена“ (XVII-XVIII в.), когато то било основано от бягащи бобошевци от османлийските нападения, пожарища и грабежи. В подкрепа на тази история говорят все още запазените спомени за близки родствени връзки между жители на Бобошево и Висока могила. Към същото становище водят и данните от данъчни и други документи от първите векове на османското владичество, в които не се среща село Висока могила. В изданието от регистратурата на Цариградската тефтерхана синорхане, при определяне границите на Бобошевската община, се говори за „именувана местност Висока могила“, без да се споменава село с такова име. Това сведение може да се приеме за доказателство, че до XVI в. Висока могила не е съществувало като селище. По това време местността е влизала в границите на хаса (крупно поземлено владение) Илковци – Бобошево. Има сведения, че Бобошево е преживяло три големи опустошения, при които жителите му християни се разпръснали из съседните гористи местности. По-късно някои от тях се връщат, а други остават в близост до укритията си и подобно на с. Висока могила, основават селищата: Крумово (Текия), Бураново, Боровец, Драгодан, Сопово и Доброво.
След установяването на Висока могила на днешното му място, в него не са се заселвали турци. Не е имало и турски чифлици, за разлика от съседните села Каменик, Циклово и Усойка. Жителите му имали малко собствена земя и работели като момци (аргати) в съседните чифлици. Етническата и религиозна принадлежност на местното население е засвидетелствана и от местната топонимия, която в голямата си част е със старинен български произход. Може да се предполага за наличие на частична поселищна приемственост в историческото развитие на селището, за потвърждаването на което са необходими допълнителни комплексни проучвания. След първоначалното заселване, за постепенното разрастване на селището е спомогнало и вторичното му презаселване. През османското владичество в него периодично са идвали пришълци предимно от западнобългарските земи. За това свидетелства присъствието на старинни родови имена като Ягуменските, Кантеленските, Джонгайци, Потръчковци и др.
За стародавност и приемственост на християнските традиции в с. Висока могила сочи едно интересно свято място – праклисът „Св. Илия“ със света вода. Той е изграден по съновидение в местността „Църквище“, където според стари предания някога имало църква. Селската черква „Св. св. Кирил и Методий“ е построена през 1891 г., а иконите ѝ, изписани с дарения на местни хора, са от 1897 г. Този впечатляващ с размерите си и красивата си архитектура храм се намира в доста лошо състояние.
Освобождението (1878 г.) заварва селото с 30 семейства с около 150 – 180 жители. Попаднало в пределите на свободна България Висока могила запазва административната си принадлежност към Дупнишка околия (наследила Дупнишка кааза), като през първите години става център на селска община, в която влизали селата: Вуково, Каменик, Грамаде, Блажиево и Циклово. След 1887 г. селото е включено към Вуковска селска община, където остава до Първата световна война. По-късно Висока могила е придадено към Бобошевска община, а за периода 1938 – 1940 г. – към община Блажиево.
Местното население се е препитавало с животновъдство (козарство, овцевъдство) и земеделие – предимно овощарство, а по-късно и тютюнопроизводство. Първият чифлик – Близначкият е основан след Освобождението. Училище във Висока могила е открито през 1880 г., като първоначално се е помещавало в малка паянтова постройка от плет и кал. През 1921 г. високомогилци построяват със собствени средства масивна училищна сграда, във вида, в която е и днес. В това училище е завършил началното си образование видния краевед на гр. Дупница Яне Билярски (1919-2002 г.), роден в с. Висока могила и дългогодишен преподавател по география в дупнишката гимназия. Началното училище „Васил Априлов“, с почти 100-годишна история, е окончателно закрито през 1979 г. Село Висока могила е имало и читалище, основано през 1935 г.
През първата половина на XX в. селото се развива като едно от големите в Долно поле. Населението му е достигало до 623 жители (1946 г.). Висока могила е селище със затихващи функции. Малкото му останали жители се занимават с изконната дейност на своите деди – овощарството. Обработват се няколко овощни градини, насадени предимно със сини сливи. Перспективи за развитие на селото се откриват в доразработване на вече съществуващото дребно земеделие и в създаване на селски и културен туризъм.